# 5747 Williamina
5747 Williamina este o planetă minoră (asteroid), cu un diametru de 9,283 km, din centura de asteroizi. A fost descoperită pe 10 februarie 1991 la Observatorul Siding Spring de Robert H. McNaught și a fost numită după Williamina Fleming⁠(d). 
Obiectul prezintă o orbită caracterizată de o semiaxă mare de 2,3972828 UAi, o excentricitate de 0,2410803, o înclinație de 24,62906 ° în raport cu ecliptica.